# Atractocarpus heterophyllus
Atractocarpus heterophyllus är en måreväxtart som först beskrevs av Xavier Montrouzier, och fick sitt nu gällande namn av André Guillaumin och Beavis.. Atractocarpus heterophyllus ingår i släktet Atractocarpus och familjen måreväxter. Inga underarter finns listade i Catalogue of Life.